# Morand
Morand – miejscowość i gmina we Francji, w Regionie Centralnym, w departamencie Indre i Loara.
Według danych na rok 1990 gminę zamieszkiwały 242 osoby, a gęstość zaludnienia wynosiła 17 osób/km² (wśród 1842 gmin Regionu Centralnego Morand plasuje się na 898. miejscu pod względem liczby ludności, natomiast pod względem powierzchni na miejscu 920.).